# Usman Qadir
Usman Qadir (Urdu عثمان قادر; * 10. August 1993 in Lahore, Pakistan) ist ein pakistanischer Cricketspieler, der zwischen 2020 und 2024 für die pakistanische Nationalmannschaft spielte.

## Kindheit und Ausbildung
Qadir entstammt einer Cricketfamilie. Sein Vater Abdul Qadir war selbst Cricketspieler und spielte für Pakistan Test- und ODI-Cricket. Er war Teil des pakistanischen U15- und U19-Teams. Auch war er Teil der pakistanischen Vertretung bei den ICC U19-Cricket-Weltmeisterschaften 2010 und 2012.

## Aktive Karriere
Trotz großer Ambitionen gelang ihm zunächst nicht der Schritt auf die internationale Ebene. Er spiele zunächst im heimischen Cricket für National Bank of Pakistan, erhielt jedoch nur wenig Einsatzzeit. Auch wurde er nach 2014 kaum noch in den Kadern berücksichtigt. Grund dafür war unter anderem die Bekanntheit seines Vaters und damit die Zweifel daran, ob er seinen Platz im Kader auf Grund dessen Förderung erhalten habe. Nach ersten Erfahrungen in 2013 erwog er in 2016 nach Australien zu emigrieren. Dort spielte er für Western Australia. Auch erhielt er eine Chance bei den Perth Scorchers in der Big Bash League 2018/19. Im Oktober 2019 wurde er dann überraschend in den pakistanischen Kader berufen, auch wenn Qadir zuvor deutlich gemacht hatte, wobei er zuvor deutlich gemacht hatte keine Intention zu haben für Pakistan zu spielen. Zwei Wochen zuvor hatte Kapitän Misbah-ul-Haq bei einer Pressekonferenz die ihn kritisierenden Journalisten gefragt welche Spin-Bowler er denn berücksichtigen sollte, und als Qadir genannt wurde, großes Gelächter geerntet. Jedoch erhielt er zunächst keinen Einsatz.
Sein Debüt in der Nationalmannschaft gab er dann im November 2020 in der Twenty20-Serie gegen Simbabwe. In seinem zweiten Spiel erzielte er dann drei (3/23) und in seinem dritten Spiel vier Wickets (4/13), wofür er als Spieler des Spiels und der Serie ausgezeichnet wurde. Damit etablierte er sich zunächst im Team und er bestritt im April 2021 sein Debüt im ODI-Cricket in Südafrika für das pakistanische Team. Auch gelangen ihm in Simbabwe 3 Wickets für 29 Runs. Daraufhin wurde er für die St Lucia Zouks in der Caribbean Premier League 2021 gedraftet. Im Juli 2021 erhielt er seinen ersten zentralen Vertrag mit dem pakistanischen Verband. Jedoch erhielt er keinen Platz im Kader für den ICC Men’s T20 World Cup 2021. In der folge erhielt er nur wenige Einsätze, so spielte er beispielsweise nur ein Spiel beim Asia Cup 2022. Jedoch erhielt er dennoch zunächst die Nominierung für den ICC Men’s T20 World Cup 2022. Kurz vor der Weltmeisterschaft wurde er jedoch auf Grund einer Fraktur in seinem Daumen aus dem Kader gestrichen und durch Fakhar Zaman ersetzt. Er war Teil des pakistanischen Teams bei den Asienspielen im Oktober 2023 und erhielt dabei zwei Einsätze. Ein jahr darauf gab er seinen Rückzug vom internationalen Cricket bekannt.

## Privates
Qadir ist verheiratet mit der pakistanischen Schauspielerin Sobia Khan und hat zwei Kinder.